# Font Clepsidra
La Font Clepsidra (grec antic: Κλεψύδρα) era la fortalesa de l'antiga font del turó del nord-oest de l'Acròpolis d'Atenes.
L'estructura es trobava a prop d'un santuari d'Apol·lo d'una cova, i es va edificar al nord del monument dels Propileus, en la cruïlla de la Via Panatenaica de l'Àgora i el Perípatos que envoltaven l'Acròpoli. La font ja estava en ús en època micènica. La fortalesa construïda al començament del període clàssic en època de Cimó II es remodelà en el segle iv abans de la nostra era. L'edifici va romandre en ús durant el període romà d'Orient, quan era una capella dedicada als Apòstols, i en èpoques posteriors.
La font contenia pous i dipòsits d'aigua, i un sostre amb volta. Es va trobar una cova al cementeri connectada amb la construcció originària, dedicada a les nimfes. A l'est de la Font Clepsidra hi havia unes coves que servien com a santuari, com ara la Cova d'Apol·lo Hipoacreu, la Cova de Zeus Olímpic i la Cova de Pan.